# Lorika żółtolica
Lorika żółtolica (Vini diadema) – gatunek małego ptaka z rodziny papug wschodnich (Psittaculidae), podrodziny dam (Loriinae). Występuje endemicznie na Nowej Kaledonii. Brak pewnych stwierdzeń od 1913. IUCN uznaje gatunek za krytycznie zagrożony wyginięciem.

## Taksonomia
Po raz pierwszy gatunek opisali Jules Verreaux i Marc Athanase Parfait Œillet des Murs w 1860 na łamach Revue et magasin de zoologie pure et appliquée. Nie podano, gdzie dokładnie na Nowej Kaledonii odłowiono holotyp. Autorzy nadali nowemu gatunkowi nazwę Psitteuteles diadema. Międzynarodowy Komitet Ornitologiczny umieszcza lorikę żółtolicą w rodzaju Charmosyna. Oprócz holotypu odłowiono też drugi okaz, również samicę – obydwa rok przed opisaniem gatunku. W 1911 jeden okaz pozyskano na Mount Ignambi; nie dotrwał czasów współczesnych.

## Morfologia
U holotypu długość ciała wyniosła 200 mm, długość skrzydła 93 mm, długość ogona 90 mm, długość dzioba 14 mm, skoku – 10 mm. Upierzenie w większości jaskrawozielone. Na ciemieniu i nogawicach pióra niebieskie. Przód głowy żółty, okolice kloaki czerwone, pióra u nasady dzioba czarno-czerwone. Sam dziób wyróżnia żółta końcówka.

## Zasięg, ekologia
Jedyne pewne stwierdzenie pochodzi z Mount Ignambi. Niepewne obserwacje miały miejsce na zachód od Mont Panié i w górach centralnej Nowej Kaledonii. Najwcześniejsze doniesienia (1882) mówią, że loriki żółtolice zamieszkiwały lasy i sporadycznie żerowały na koralodrzewiach (Erythrina). Dwa niepewne doniesienia z XX wieku dotyczyły obserwacji z porośniętego Melaleuca ekotonu między wilgotnym lasem a sawanną, a jedna obserwacja z lat 20. XX wieku miała miejsce na obszarze pokrytym niskimi krzewami. 

## Status
IUCN uznaje lorikę żółtolicą za gatunek krytycznie zagrożony (CR, Critically Endangered) nieprzerwanie od 2000 (stan w 2020); wcześniej miała ona status gatunku zagrożonego (EN, Endangered). Gatunek nie może zostać uznany za wymarły, ponieważ w latach 50. XX wieku i w 1976 pojawiły się doniesienia o rzekomych obserwacjach. Do tego wszystkie papugi w rodzaju Charmosyna są z reguły trudne do wykrycia ze względu na nomadyczny tryb życia i niezwracanie na siebie uwagi. Poszukiwania w 1998 oraz pomiędzy 2002 a 2011 rokiem nie przyniosły rezultatu. Nawet jeśli ptak ten przetrwał, to jego populacja liczy mniej niż 50 osobników.